# Mayorazgo
Mayorazgo is een Spaanse term voor een verzameling van bezittingen daterend uit het Castilië van de 15e eeuw.
Het mayorazgo ontstond in de 14e eeuw onder koning Hendrik II van Castilië.
Om de adel te belonen voor hun steun in de oorlog creëerden de koningen het mayorazgo. Het mayorazgo was een verzameling van koninklijke schenkingen, in onroerend goed, meestal, land, kastelen en dorpen, waarbij de koning de legitimiteit van het bezit formeel bevestigde door een brief of een akte.
Het mayorazgo bleef in het bezit van de edelman die het ontvangen had. Het was niet toegestaan om delen ervan te verkopen of na te laten in een testament. De verzameling bezittingen was dus ondeelbaar.
Het mayorazgo viel tot 1505 niet onder het Castiliaanse erfrecht. Daardoor werden de edelen wat betreft het deel van hun erfenis dat een mayorazgo was afhankelijk van de goede wil van de koning. Als de koning hun erfgenamen goedgezind was, kende hij het mayorazgo opnieuw toe aan de erfgenamen, en zo telkens voor de duur van een generatie. Hoewel de mayorazgo eigenlijk ondeelbaar was, verleende de koning soms toch toestemming om delen ervan te verhandelen. Zo gaf Isabella I van Castilië Tussen 1495 en 1499 wel 25 keer toestemming voor een verandering in een mayorazgo.
Eigenlijk vielen de mayorazgos dus buiten alle de bestaande regels en wetten. Pas bij de Cortes van Toro in 1505 kwam hier verandering in. Daarbij werd besloten dat de mayorazgo wel een wettige vorm van bezit was. Voortaan kon de mayorazgo wel geërfd worden, maar het bezit bleef ondeelbaar. Hier gold het eerstgeboorterecht, waarbij het mayorazgo in zijn geheel moest overgaan op de erfgenaam, veelal de oudste zoon van de familie.
Gelijksoortige constructies kwamen ook voor in andere landen: majorat (Engeland, Frankrijk, Duitsland), morgado (Portugal) en ordynacja (Polen).